# Sphaeralcea coulteri
Sphaeralcea coulteri är en malvaväxtart som först beskrevs av S. Wats., och fick sitt nu gällande namn av Samuel Frederick Gray. Sphaeralcea coulteri ingår i släktet klotmalvor, och familjen malvaväxter. Inga underarter finns listade i Catalogue of Life.